# Estación de Oceanogràfic (Metrovalencia)
Oceanogràfic (Oceanográfico en castellano) es una parada tranviaria de la red de Metrovalencia ubicada cerca del emblemático Oceanográfico de la ciudad de Valencia. La estación se inauguró el 17 de mayo de 2022 junto con la línea 10 de Metrovalencia, la cual presta servicio a esta estación, junto a otras muchas que conforman la red de metro.

## Accesos
La estación es de libre acceso, ya que se encuentra en superficie. Está ubicada en la Calle de Eduardo Primo Yúfera, a la altura del número 2 y 3.
Posee accesibilidad para discapacidad física, visual y auditiva con rampas, un acceso agradable al ferrocarril y un interfono para contactar con la centralita de Metrovalencia, en la que hay personal dispuesto a ayudar.